# Музичка школа „Мокрањац” Нови Пазар
Школа за основно музичко образовање „Стеван Мокрањац”, понекад и скраћено као Музичка школа „Мокрањац”, јесте основна музичка школа која се налази у Новом Пазару.

## Опште информације
Школа носи име по Стевану Стојановићу Мокрањцу, српском композитору, музичком педагогу и академику. Као самостална образована установа, ова школа ради од 1983. године.
Поседује девет кабинета за индивидуалну наставу, концертну салу за наставу солфеђа, али и за одржавање разних културних манифестација. Школу похађа око 480 ученика, а у њој је запослено више од 30 наставника.
Поред матичне школе у Новом Пазру, постоје издвојено одељење у Рашки. У матичној школи постоји шест одсека и то : клавир, хармоника, гитара, флаута, виолина и кларинет. У издвојеном одељењу школе у Рашки постоје три одсека, за клавир, хармонику и гитару.